# Agitato
Agitato est un groupe de rock japonais, formé en 2004.

## Biographie
Agitato est formé en 2004, avec comme slogan: "HEAVY. LOUD & EMOTIONAL ROCK !". Il sort son premier single en septembre 2005 : 2313 ~My Story~. Puis en 2007, il sort son premier album : THIS IS...

Le 19 octobre 2009, il fait la première partie du concert de Abingdon boys school et séduit instantanément le public. Le chanteur Takanori Nishikawa (alias T.M. Revolution) créera alors un label indépendant du nom de Defröck Records pour signer le groupe.

En novembre 2010, Agitato sort un nouvel album sous ce label : COLORS.

Après une tournée de promotion et un nouvel album, il enchaînera le 23 septembre 2011 avec son premier One-man-show.

## Membres
- SHINGO (né le 4 septembre 1982) : chant, guitare, programmation
- RYO (né le 8 février 1983) : guitare, chœur
- KSK (né le 2 mai 1984) : basse, chœur
- TOMY (né le 10 septembre 1984) : batterie, chœur

## Discographie
Single
- 28/09/2005 - 2313 ~My Story~

Albums
- 03/11/2007 - THIS IS...
- 20/01/2010 - COLORS
- 14/09/2011 - NOW or NEVER